# Ᾱ
Cette page contient des caractères spéciaux ou non latins. S’ils s’affichent mal (▯, ?, etc.), consultez la page d’aide Unicode.
Alpha macron (capitale Ᾱ, minuscule ᾱ) est une lettre de l’alphabet grec utilisée pour le grec ancien en particulier lorsque la quantité de longueur de syllabe est indiquée.

## Utilisation
L’alpha macron est utilisé pour noter l’alpha long, notamment dans certains dictionnaires. Il est par exemple utilisé lorsque la quantité de longueur est indiqué dans la transcription de mots comme ἱστορία, alors transcrit ‹ ῐ̔στορῐ́ᾱ ›.